# 194
Năm 194 là một năm trong lịch Julius. 